# Roman Hodovanyi
Roman Hodovanyi (en ucraniano: Роман Петрович Годований; Ternopil, RSS de Ucrania, 4 de octubre de 1990-Ucrania, 29 de noviembre de 2023) fue un futbolista y militar ucraniano que jugó en la posición de defensa.

## Equipos
| Periodo   | Club             |
| --------- | ---------------- |
| 2009      | FC Nyva Ternopil |
| 2009      | FC Ternopil      |
| 2010-2015 | FC Volyn Lutsk   |
| 2016–2017 | FC Slavia Mozyr  |
| 2018–2021 | FC Melnytsia     |

## Muerte
Se retiraría del fútbol en 2021 debido a la invasión rusa de Ucrania para alistarse en el Ejército de Ucrania como parte de la Brigada Mecanizada N°33, parte de las Fuerzas Terrestres de Ucrania. Hodovanyi murió en combate en Ucrania el 29 de noviembre de 2023. Le sobreviven la esposa y dos hijos.